# Basketbal Academie Limburg
Basketbal Academie Limburg, kortweg BAL genoemd, is een Nederlandse basketbalclub uit Weert die in de BNXT League, het hoogste nationale niveau, speelt. De club speelt haar wedstrijden in Sporthal Boshoven. 
In 2017 trad BAL toe tot de Eredivisie nadat de voormalige professionele club BSW opgeheven werd.

## Geschiedenis
De club werd opgericht in 2013 als academie om jeugdspelers uit de provincie Limburg op te leiden. Voor het seizoen 2017/18 plande profclub BSW een fusie met BAL, nadat de stekker uit BSW werd getrokken wegens schulden ging dit echter niet door. Daaropvolgend nam BAL de plek van BSW in de Eredivisie over. De Servische coach Radenko Varagić stapte ook over naar BAL. 
In het seizoen 2019/2020 behaalde de club haar beste resultaat door (vlak voordat het seizoen werd afgelast door de Coronacrisis) op een zesde plek te eindigen.
In het daaropvolgende seizoen, het seizoen 2020/21, won BAL haar eerste prijs in de clubgeschiedenis. Op 2 mei 2021 won verrassend de club de DBL Cup (de éénmalige vervanger van de Basketball Cup) nadat Yoast United in de finale in Zwolle werd verslagen met 98-88. Daarna speelde BAL ook voor het eerst in de play-offs en verloor in een serie van ZZ Leiden over twee wedstrijden.  
Als bekerwinnaar had BAL het recht om uit te komen in de Europese FIBA Europe Cup, maar er werd afgezien van inschrijving door de hoge kosten.  mocht BAL in de Supercup van 2021 spelen, hierin werd verloren in de Vijf Meihal van landskampioen Leiden met 87-74. Op 27 november 2021 verlengde coach Varagic zijn contract tot 2027.

### Namen
Mede door de veranderende hoofdsponsors, heeft de club in het verleden meerdere namen gekend.
- 2013–2024: Basketbal Academie Limburg
- 2024–heden: PrismaWorx BAL

## Erelijst
| Competitie | Winnaar | Winnaar | Runner up | Runner up |
| Competitie | Aantal  | Jaren   | Aantal    | Jaren     |
| ---------- | ------- | ------- | --------- | --------- |
| Nederland  |         |         |           |           |
| NBB-Beker  | 1×      | 2021    | 0×        |           |
| Supercup   | 0×      |         | 1×        | 2021      |

## Vrouwenteam
In oktober 2021 maakte BAL bekend vanaf het seizoen 2022/23 met haar hoogste vrouwenteam in de Women's Basketball League (het hoogste niveau van Nederland) te gaan spelen. Voorzitter Van Veen gaf aan dat het uiteindelijke doel is om mee te spelen voor de prijzen.

## Voetnoten
Aalst · Antwerpen · Bemmel · Bergen · Brussel · Charleroi · Den Bosch · Den Helder · Groningen · Hasselt · Kortrijk · Leeuwarden · Leiden · Leuven · Mechelen · Oostende · Rotterdam · Weert · Zwolle
Atletiek: AV Weert · Badminton: BC Stramproy · BC Weert '67 · Basketbal: Aeternitas · BAL · Golf: Golf en Countryclub Crossmoor · Handbal: Rapiditas · Boogschieten: HV Ontspanning Tungelroy · Batavieren-Treffers · Hockey: HV Weert · Korfbal: KV Wertha · Paardensport: Equinus · Roeien: RV Weert · Tafeltennis: TTV Megacles · Tennis: TC Weert Oost · TC Boshoven · TC Altweerterheide · TC Weert · Turnen: Jan van Weert · Voetbal: SV Altweerterheide · Brevendia · RKTVV Crescentia · DESM · SV Laar · MMC Weert · FC ODA · RKSVV · Wilhelmina '08 · Volleybal: VC Boshoven · Stravoc · VC Weert · Waterpolo en zwemmen: ZPC de Rog